# Il Saggiatore (periodico 1844)
Il Saggiatore. Giornale romano di storia, letteratura, belle arti, filologia e varietà fu una rivista con periodicità quindicinale, pubblicata a Roma dal 1844 al 1846, per 55 numeri.

## Storia
La rivista fu fondata dagli storici Paolo Mazio e Achille Gennarelli, membri della Società storica romana.
Fu impostata una linea di scienza mista ad erudizione, secondo i canoni della storiografia romantica. La rivista incontrò il favore di Carlo Troya e di studiosi di diverse parti d'Italia.
Dal gennaio 1846 la periodicità passò da quindicinale a mensile. Nello stesso anno il sodalizio tra Mazio e Gennarelli si sciolse, per il ritiro di Mazio. Entro la fine dell'anno la rivista terminò le sue uscite.